# Weinmeister
Weinmeister ist ein deutscher Familienname.

## Herkunft und Bedeutung
Weinmeister ist ein Berufsname und bezieht sich auf den Weinbauer, Winzer, Weinhändler oder Weinschenk.

## Varianten
- Wein, Weinbauer, Weinbörner, Weinbrenner, Weingartner, Weingärtner, Weinmann, Weinmeyer, Weinschenk, Weinschenck

## Namensträger
- Christoph Conrad Weinmeister (1810–1871), österreichischer Sensenfabrikant und Industrieller
- Arnie Weinmeister (1923–2000), kanadischer American-Football-Spieler
- Peter Weinmeister (* 1946), österreichischer Kommunalpolitiker (FPÖ)
- Mark Weinmeister (* 1967), deutscher Politiker